# Tohi des canyons
Melozone fusca
Espèce
Synonymes
- Pipilo fuscus (désuet)

Répartition géographique
Statut de conservation UICN

 LC  : Préoccupation mineure
Le Tohi des canyons (Melozone fusca) est une espèce de passereaux de la famille des Passerellidae, originaire du sud-ouest des États-Unis et du Mexique.

## Description morphologique
Ce passereau de 20 à 25 cm de longueur présente une couleur marron terne sur le dessus et beige sur la gorge qui est un peu rayée de brun. Les parties inférieures sont beige clair, sauf les plumes du dessous de la queue qui sont rousses. Le bec est assez fort, conique, de couleur grise (plus sombre au niveau de la mandibule supérieure). Les pattes sont gris-rosé mais les doigts sont gris. L'iris est marron.

## Répartition et habitat
Le Tohi des canyons vit à l'ombre des broussailles, dans des zones boisées peu denses comme les jardins périurbains ou les chaparrals à association Pinus monophylla-Juniperus osteosperma.
Son aire de répartition s'étend dans le Sud des États-Unis et au Mexique, dans les États de l'Arizona, du Colorado, de l'Oklahoma, du Texas et d'Oaxaca dans le Sud du Mexique.
D'après Alan P. Peterson, cette espèce est constituée des 10 sous-espèces suivantes :
- Melozone fusca campoi (R.T. Moore) 1949 ;
- Melozone fusca fusca (Swainson) 1827 ;
- Melozone fusca intermedius (Nelson) 1899 ;
- Melozone fusca jamesi (C.H. Townsend) 1923  — île Tiburón ;
- Melozone fusca mesatus (Oberholser) 1937 ;
- Melozone fusca mesoleucus (S.F. Baird) 1854 ;
- Melozone fusca perpallidus (Van Rossem) 1934 ;
- Melozone fusca potosinus (Ridgway) 1899 ;
- Melozone fusca texanus (Van Rossem) 1934 ;
- Melozone fusca toroi (R.T. Moore) 1942.